# Léon Koopmans
Luitje Vincent Ewoud (Léon) Koopmans (1973) is een Nederlandse sterrenkundige. 

## Levensloop
Koopmans promoveerde in 2000 aan de Rijksuniversiteit Groningen, onder begeleiding van Ger de Bruyn. De titel van zijn proefschrift was A study of radio-selected gravitational lenses. Hierna was hij actief aan de Universiteit van Manchester, TAPIR (Caltech) en de STScI. In 2004 kwam hij terug naar Nederland om aan de slag te gaan als assistent-hoogleraar bij de Rijksuniversiteit Groningen.
Voor zijn onderzoek naar gravitatielenzen won Koopmans in 2005 een Vidi-subsidie van de Nederlandse Organisatie voor Wetenschappelijk Onderzoek.
Hij is sinds 2009 hoogleraar aan de Rijksuniversiteit Groningen. Zijn onderzoek richt zich op de structuur, vorming en evolutie van de Melkweg, gravitatielenzen, dynamica en herionisatie. Van 2020 tot 2025 was hij directeur van het Kapteyn Instituut van de Rijksuniversiteit Groningen.